# The Golden Gallows
The Golden Gallows er en amerikansk stumfilm fra 1922 af Paul Scardon.

## Medvirkende
- Miss DuPont som Willow Winters
- Edwin Stevens som Leander Sills
- Eve Southern som Cleo Twayne
- Jack Mower som Peter Galliner
- George B. Williams som Mark Buckheim
- Douglas Gerrard som Alexander Riche
- Elinor Hancock som Mrs. Galliner
- Barbara Tennant som Flo